# Louis Trousselier
Louis Trousselier (29. januar el. 29. juni 1881 – 24. april 1939) var en fransk cykelrytter.
Han blev født i Levallois-Perret (Hauts-de-Seine) i 1881; nogle kilder mener at han blev født den 29. januar, mens andre mener at han blev født den 29.juni. Han døde i Paris.
Han er mest kendt for sin sejr i Tour de France i 1905. Han har også vundet Paris-Roubaix, også i 1905 og Bordeaux-Paris i 1908. Han blev nummer 3 i Tour de France i 1906, og han vandt tretten etaper i Tour de France i hele hans karriere.

## Hans største resultater
1905 Tour de France – samlet nr.1 og 5 etapesejre
1905 Paris-Roubaix – nr.1
1905 Paris-Valenciennes – nr.1
1906 Tour de France – samlet nr.3 og 4 etapesejre
1907 Tour de France – 2 etapesejre (en delt med Emile Georget)
1908 Bordeaux – Paris – nr.1
1909 Tour de France – 1 etapesejr
1910 Tour de France – 1 etapesejr